# 斯利姆子爵

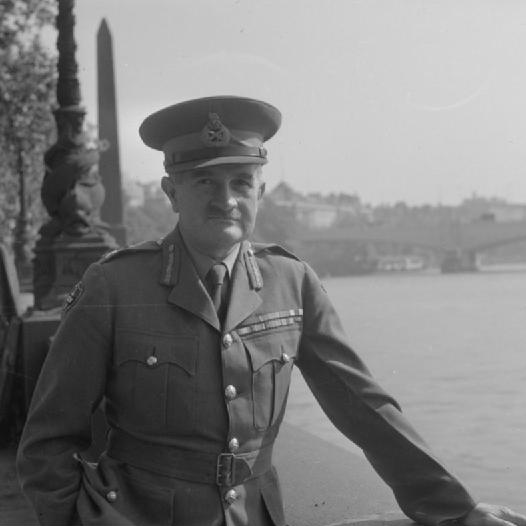
第一代斯利姆子爵威廉·斯利姆

澳大利亞首都領地亞拉倫拉和在布里斯托市比索斯顿的斯利姆子爵（英語：Viscount Slim），為一聯合王國貴族爵位，於1960年授予剛離任澳大利亞總督的陸軍元帥威廉·斯利姆爵士。
從1970年至2019年此爵位由第一代子爵之子，第二代子爵所持有。他是在《1999年上議院法令》通過後90位獲保留上議院席位的世襲貴族之一，為一中立議員。
第三代子爵是一位特許測量師。

## 斯利姆子爵（1960年）
- 第一代斯利姆子爵威廉·約瑟夫·斯利姆（1891年—1970年）
- 第二代斯利姆子爵約翰·道格拉斯·斯利姆（英语：John Slim, 2nd Viscount Slim）（1927年—2019年）
- 第三代斯利姆子爵馬克·威廉·羅頓·斯利姆（1960年—）

現繼承人為現任子爵之長男，盧夫斯·威廉·羅頓·斯利姆（1995年—）。

### 繼承順序
- 第一代斯利姆子爵威廉·約瑟夫·斯利姆（1891年—1970年）
  -  第二代斯利姆子爵約翰·道格拉斯·斯利姆（英语：John Slim, 2nd Viscount Slim）（1927年—2019年）由1999年起為貴族代表，議席由{{le|第四代雷文斯代爾男爵丹尼爾·莫斯利|Daniel Mosley, 4th Baron Ravensdale|雷文斯代爾勳爵]]獲得。[2]
    -  第三代斯利姆子爵馬克·威廉·羅頓·斯利姆（1960年—）
      - (1) 尊貴的盧夫斯·威廉·斯利姆（1995年—）
      - (2) 尊貴的威廉·詹姆斯·哈里遜·斯利姆（1999年—）
      - (3) 尊貴的基特·科斯莫·約翰·斯利姆（2004年—）

    - (4) 尊貴的雨果·約翰·羅伯森·斯利姆（英语：Hugo Slim）（1961年—）
      - (5) 所羅門·約瑟夫·艾布拉姆斯·斯利姆（1997年—）